# Les oiseaux se cachent pour mourir (série télévisée)
Pour les articles homonymes, voir Les oiseaux se cachent pour mourir.
Les oiseaux se cachent pour mourir (The Thorn Birds) est une mini-série américaine en quatre épisodes d'environ 117 minutes, réalisée par Daryl Duke d'après le roman à succès de Colleen McCullough et diffusée du 27 au 30 mars 1983 sur le réseau ABC.
Au Québec, elle a été divisée en dix parties de 47 minutes et diffusée à partir du 1er février 1984 à la Télévision de Radio-Canada, et en France à partir du 12 septembre 1985 sur TF1.
La série a eu énormément de succès et est devenue aux États-Unis la deuxième mini-série la plus regardée de tous les temps derrière Racines ; les deux séries ont été produites par le vétéran de la télévision David L. Wolper.

## Synopsis
Cette série retrace l'histoire du père Ralph de Bricassart, de son arrivée en Australie jusqu'à sa nomination en tant que cardinal au Vatican, tiraillé entre ses choix religieux et ses choix d'homme, et de la famille Cleary et de leur fille Meggie, depuis leur élevage de moutons en Nouvelle-Zélande à leur installation en Australie.

## Fiche technique
- Titre original : The Thorn Birds
- Réalisation : Daryl Duke
- Scénario : Carmen Culver et Lee Stanley d'après le roman de Colleen McCullough
- Directeur de la photographie : Bill Butler
- Montage : Carroll Timothy O'Meara (2 épisodes), Robert F. Shugrue (2 épisodes) et David Saxon (1 épisode)
- Musique : Henry Mancini
- Costumes : Travilla
- Décors : Robert MacKichan
- Production : Stan Margulies
- Genre : Drame
- Pays :  États-Unis
- Durée : 467 minutes (total)

## Distribution
- Richard Chamberlain (VF : Richard Darbois) : le père Ralph de Bricassart
- Rachel Ward (VF : Ginette Pigeon) : Meggie Cleary
  - Sydney Penny (VF : Barbara Tissier) : Meggie enfant
- Barbara Stanwyck (VF : Paule Emanuele) : Mary Carson
- Jean Simmons (VF : Nelly Benedetti) : Fiona Cleary
- Bryan Brown (VF : Hervé Bellon) : Luke O'Neill
- Christopher Plummer (VF : Gabriel Cattand) : l'archevêque Vittorio Contini-Verchese
- Richard Kiley (VF : Serge Lhorca) : Paddy Cleary
- Dwier Brown (en) (VF : Maurice Decoster) : Stuart Cleary
  - Vidal Peterson : Stuart enfant
- John Friedrich (en) (VF : Vincent Violette) : Frank Cleary
- Stephen W. Burns (en) (VF : Georges Poujouly) : Jack Cleary
- Brett Cullen (VF : Michel Derain puis Guy Chapelier) : Bob Cleary
- Barry Corbin (VF : Yves Barsacq) : Pete
- Ken Howard (VF : Jacques Ferrière) : Rainer Hartheim
- Mare Winningham (VF : Micky Sebastian) : Justine O'Neill
- Philip Anglim (VF : Lambert Wilson) : Dane O'Neill
- Piper Laurie (VF : Béatrice Delfe) : Anne Mueller
- Earl Holliman (VF : Marc De Georgi) : Luddie Mueller
- Chard Hayward (en) (VF : Pierre Hatet) : Arne Swenson
- Rance Howard (VF : Claude Joseph) : Doc Wilson
- Antoinette Bower (VF : Monique Morisi) : Sarah MacQueen
- John de Lancie (VF : Jean-Pierre Leroux) : Alastair MacQueen
- Bill Morey (en) (VF : Jean Berger) : Angus MacQueen
- Holly Palance (en) : Mlle Carmichael
- Stephanie Faracy (en) (VF : Jeanine Forney) : Judy
- Allyn Ann McLerie (VF : Nelly Vignon) : Mrs Smith
- Richard Venture (VF : Marc Cassot) : Harry Gough
- Meg Wyllie : Annie
- Nan Martin : sœur Agathe

 Source et légende : version française (VF) sur RS Doublage

## Épisodes

### 1repartie
Australie 1920. Le père Ralph de Bricassart est muté d'Irlande en Nouvelle-Galles du Sud pour ne pas avoir respecté son vœu d'obéissance. Dans ce pays de Cocagne, il fait la connaissance de Mary Carson, une vieille dame qui règne en maîtresse sur Drogheda, riche propriété spécialisée dans l'élevage de moutons. Cette femme tombe très vite folle amoureuse du séduisant prêtre et n'a de cesse de le tourmenter pour qu'il lui cède.
En vue de léguer un jour son domaine, elle fait venir son frère Paddy Cleary de Nouvelle-Zélande avec toute sa famille à Drogheda. Fiona, sa femme, a quatre garçons et une fille, Meggie, à qui elle n'accorde que peu d'importance. Le père Ralph prend en charge l'éducation de cette dernière et lui voue un amour paternel sans borne qui a pour effet de rendre jalouse la matriarche, Mary. Deux ans plus tard en 1924 le sixième enfant de la famille, né depuis peu, décède d'une grave maladie. La mort de son petit frère bouscule énormément Meggie qui se met en retrait de toute sa famille.
Cinq ans plus tard, le soir de ses 75 ans, en 1929, Mary invite tout le gratin de la société australienne, ainsi que Ralph, qui revoit à cette occasion Meggie, devenue une belle jeune femme. Tiraillé depuis longtemps par ses sentiments, il lutte une fois de plus contre leur attraction réciproque.
La vieille dame, qui n'ignore rien des sentiments qu'il éprouve pour Meggie, met fin à ses jours la nuit même et, pour tourmenter Ralph une ultime fois, laisse un deuxième testament à son intention, dans lequel elle lègue toute sa fortune à l'Église, faisant ainsi de lui le subveneur aux besoins de la famille Cleary et un prêtre prodigue aux yeux du Vatican… Mary avait vu juste ; Ralph se sent coupable de déposséder Meggie et sa famille mais, ambitieux par-dessus tout, il décide de faire valoir ce nouveau testament. Il est bien vite appelé au Vatican, où une brillante carrière s'annonce pour lui, loin de Meggie.

### 2epartie
Lors d'un incendie à Drogheda, Paddy meurt. Stuart, le plus jeune frère de Meggie, est tué par un sanglier lors d'une battue en forêt pour retrouver son père. Ralph est ordonné évêque au Vatican. 
Le pape le renvoie en Australie comme son représentant. Son retour redonne du courage à la famille Cleary, qui sombrait dans le désespoir. Hélas, sa flamme pour la jeune Meggie n'est pas éteinte et elle, de son côté, l'aime plus que jamais. Il retourne cependant au Vatican et essaye de l'oublier au mieux. 
Pendant ce temps, un employé du ranch du nom de Luke O'Neill s'éprend de Meggie et lui fait la cour, avec la ferme intention de la prendre pour épouse.

### 3epartie
Pour oublier Ralph, Meggie accepte d'épouser Luke et le jeune couple va s'installer au Queensland, où Luke fait engager Meggie comme servante chez de braves gens, tandis qu'il travaille comme coupeur de canne à sucre et doit vivre dans des baraquements. Pour le rapprocher d'elle et l'obliger à s'installer, elle tombe enceinte, mais celui-ci réagit mal à la nouvelle et c'est seule, qu'elle donne naissance à leur fille Justine.
Au Vatican, Vittorio, un archevêque chargé de la carrière de Ralph, a découvert son secret… Il lui explique que cet amour nuit à son avancement au sein de l'Église et le renvoie en Australie, auprès de Meggie, afin qu'il choisisse. 
Meggie va alors se reposer sur une île paradisiaque et c'est sur cette île que Ralph la retrouve et cède enfin à la passion. Malgré le bonheur intense qu'il éprouve avec elle, il ne veut pas quitter l'Église et dit adieu à Meggie.

### 4epartie
Après ses quelques moments de bonheur avec Ralph, Meggie décide de quitter Luke et retourne vivre à Drogheda, avec sa fille Justine. 
Mais elle donne bientôt naissance à un petit garçon, Dane, sur lequel elle reporte toute son affection, car cet enfant est de Ralph. 
Vingt ans plus tard, lorsque Ralph revient à Drogheda, il retrouve Meggie avec la même passion, mais ignore que le jeune homme qu'il a en face de lui est son propre fils, comme Dane ignore que le prestigieux cardinal de Bricassart est son père.
Et Dane veut devenir prêtre lui aussi…
Chacun suit son destin, mais Ralph, revenu mourir à Drogheda, dans les bras de Meggie, comprend alors qu'il est peut-être passé à côté du sien.

## Commentaires
Ce feuilleton a connu un succès retentissant dans le monde entier, et il fait partie des nombreuses séries populaires des années 1980.
Certaines périodes de l'histoire sont omises dans cette adaptation comme celle de la Seconde Guerre mondiale qui est essentiellement centrée sur Ralph ou encore celle où Luke revient à Drogheda pour connaître Dane, le fils de Meggie (et de Ralph), et exiger d'en obtenir la garde.
Ces événements seront cependant adaptés dans Les oiseaux se cachent pour mourir : Les Années oubliées, une pseudo-suite diffusée en 1995. Seul Richard Chamberlain reprendra son rôle.
La fin tragique de Dane a été simplifiée : si dans la série, il se noie avec les deux baigneuses allemandes, il parvient au contraire à les sauver dans le roman mais a une crise cardiaque une fois revenu sur la plage. Il s'effondre en priant Dieu, lui disant qu'il est prêt à monter au ciel.
La fin de l'histoire quant à elle est nettement réduite par rapport au roman. En effet, dans le livre, Justine repart à Londres après l'enterrement de Dane. Se sentant coupable de la mort de son frère, elle songe à renoncer non seulement à sa carrière d'actrice mais à son amitié (voire son amour) pour Rainer, pour retourner vivre à Drogheda auprès de sa mère et de sa grand-mère. Mais au moment de prendre le départ, Justine reçoit une lettre de Meggie, celle-ci lui disant qu'elle n'a pas à sacrifier son bonheur pour celui du berceau familial. Finalement Justine laisse sa valise et court rejoindre Rainer pour lui faire part de ses sentiments pour lui. L'histoire se termine avec un épilogue dans lequel Justine apprend à sa mère qu'elle est devenue Madame Rainer Hartheim et qu'elle est très heureuse.
Dans le roman, Ralph meurt en présence de Meggie mais aussi de Fee, Meggie venant le tenir dans ses bras lorsqu'elles constatent toutes deux, horrifiées, la crise qui est en train de l'emporter. Aucun mot n'est prononcé, seuls les regards partagés de Ralph et de Meggie à ce dur instant expriment, une dernière fois, la profondeur immense de leur amour, au delà du pardon que Meggie avait en fait toujours eu pour celui qu'elle aurait éternellement dans son coeur.  

## Récompenses

### Emmy Award
Emmy Award (1983) :
- meilleure actrice pour Barbara Stanwyck ;
- meilleure actrice dans un second rôle pour Jean Simmons ;
- meilleur acteur dans un second rôle pour Richard Kiley ;
- meilleur maquillage pour le 4e épisode ;
- meilleure direction photographique pour le 1er épisode.

### Golden Globe Award 1984
Golden Globe Award (1984) :
- meilleure minisérie ;
- meilleur acteur dans une minisérie pour Richard Chamberlain ;
- meilleur acteur dans un second rôle dans une mini-série pour Richard Kiley ;
- meilleure actrice dans un second rôle dans une mini-série pour Barbara Stanwyck.